# Pediobius anomalus
Pediobius anomalus är en stekelart som först beskrevs av Charles Joseph Gahan 1920.  Pediobius anomalus ingår i släktet Pediobius och familjen finglanssteklar. Inga underarter finns listade i Catalogue of Life.